# Wordt u al geholpen? (SBS6)
Wordt u al geholpen? (aanvankelijke titel: Mr. Frank Visser: wordt u al geholpen?) is een Nederlands televisieprogramma uit 2020 waarin  Frank Visser en mr. Reinier Groos mensen advies geven over uiteenlopende juridische problemen. De gasten worden ontvangen door Viktor Brand. Het programma werd uitgezonden door SBS6 en was van maandag t/m vrijdag dagelijks op televisie. Het kan worden gezien als een spin-off van Mr. Frank Visser doet uitspraak.
In het programma wordt rekening gehouden met de coronacrisis en het heeft een laagdrempelig karakter. De eerste weken was Viktor Brand nog niet van de partij en deed Groos niet meer dan een zaak. In september 2020 kwam Brand erbij en in de loop van het najaar kreeg Groos langzaamaan evenveel zaken als Frank Visser, twee per uitzending.
Soms hebben de rechters al gebeld met een bedrijf of instantie en hebben ze al een oplossing. In enkele zaken moeten de rechters mensen teleurstellen en in andere zaken geven zij aan welke (juridische) stappen te ondernemen. De bezoekers krijgen dit ook op papier mee, of ontvangen via mail nog informatie van Groos of Visser.

## Aanpassingen
Vanaf 23 maart 2021 werd het team uitgebreid met diëtiste Esther van Etten en financieel expert Renée Lamboo die mensen adviseren op gebied van gezondheid en geldzaken. Zij behandelen afwisselend een zaak per aflevering.
Door deze uitbreiding is met name de rol van Frank Visser in het programma kleiner geworden. Om deze reden is de titel van het programma aangepast in Wordt u al geholpen?. Ook worden niet alle onderwerpen meer door Brand ingeleid en afgesloten maar geven bij enkele zaken de bezoekers zelf op camera een korte inleidende uitleg van hun probleem in de wachtkamer. Sinds 14 april 2021 is het adviesteam uitgebreid met opvoedkundige Tischa Neve. Ook is er nog een familierechtenadvocaat aan toegevoegd. 